# Le Garric
Le Garric is een gemeente in het Franse departement Tarn (regio Occitanie) en telt 1123 inwoners (1999). De plaats maakt deel uit van het arrondissement Albi.

## Geografie
De oppervlakte van Le Garric bedraagt 22,7 km², de bevolkingsdichtheid is 49,5 inwoners per km².

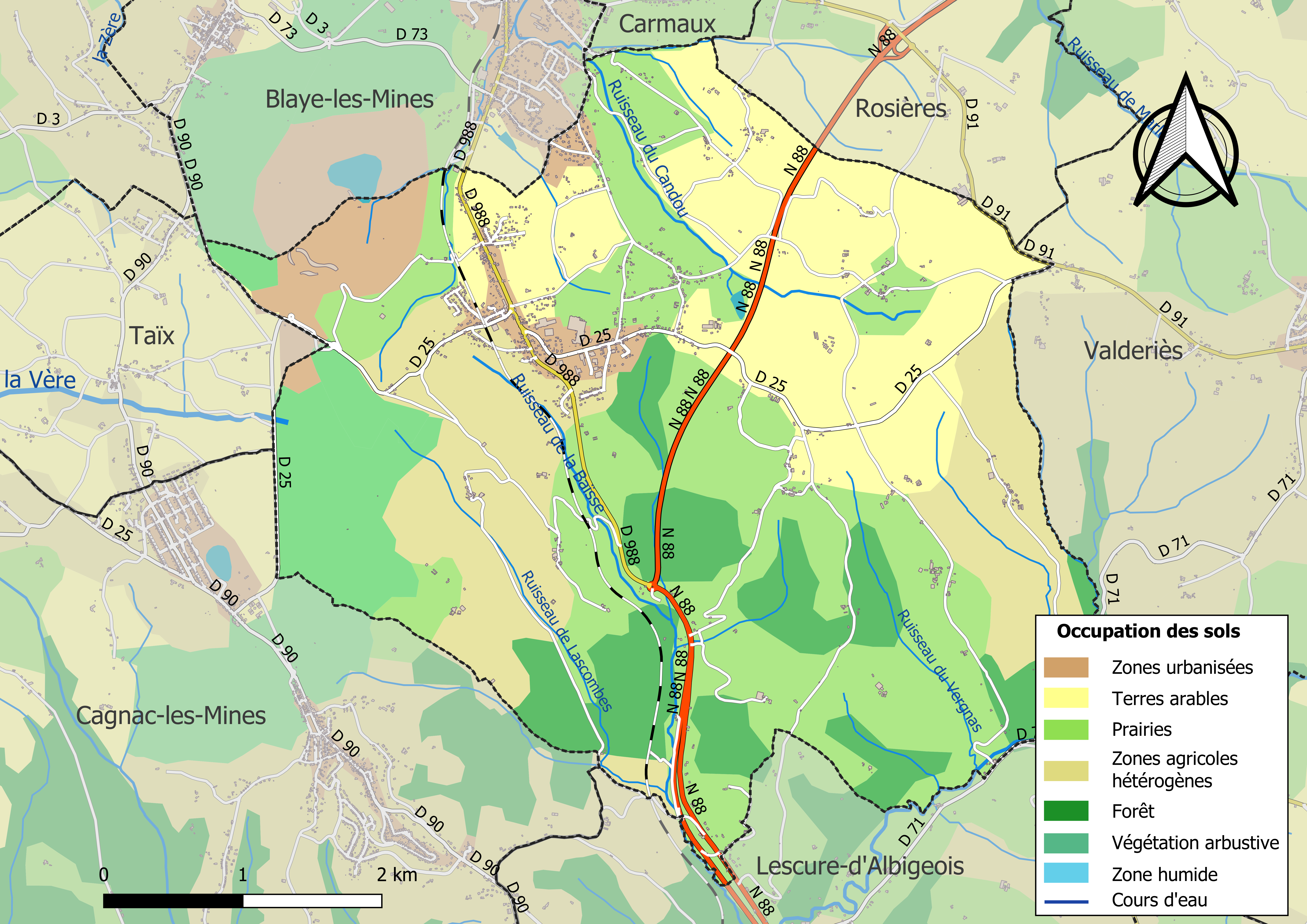
Kaart van de gemeente met de belangrijkste infrastructuur, bodemgebruik en omliggende gemeenten

## Demografie
Onderstaande figuur toont het verloop van het inwonertal (bron: INSEE-tellingen).